# Alyxia kaalaensis
Alyxia kaalaensis là một loài thực vật có hoa trong họ La bố ma. Loài này được Boiteau mô tả khoa học đầu tiên năm 1979.